# Marca de Landsberg
La Marca de Landsberg o Marcgraviat de Landsberg (alemany Mark Landsberg) fou una jurisdicció feudal fronterera del Sacre Imperi Romanogermànic que va existir del segle xii al segle xiv. Se li va donar el nom del castell de Landsberg a la moderna Saxònia-Anhalt. El territori estava situat entre el Saale i l'Elba.
El margraviat es va segregar de la marca Oriental de Saxònia (més tard marca de Lusàcia) després de la retirada del marcgrav Conrad de Meissen de la dinastia de Wettin el 1156 i fou governat pel seu fill Dieteric I de Lusàcia. Va fer construir un castell abans del 1174 i va portar el títol de "Marcgravi de Landsberg".
El 1261 el marcgravi Enric III de Meissen va restablir altra vegada Landsberg com a marcgraviat separat per al seu segon fill Dieteric. Després que el fill de Dieteric Frederic Tuta hagués mort sense successió el 1291, es va vendre a la casa d'Ascània marcgraves de Brandenburg. El 1327 el duc Magnus el Pietós de Brunswick-Lüneburg va heretar Landsberg en casar-se amb Sofia, la germana de l'últim marcgravi Ascani i també la neboda de l'emperador Lluís IV. El 1347, Magnus el va vendre a Frederic II de Meissen, i d'aquesta manera va retornar a la casa de Wettin.